# Via Hanseatica
La Via Hanseatica est une route reliant les villes du sud de la mer Baltique. Elle commence à  Hambourg en Allemagne du côté ouest et se termine à Saint-Pétersbourg en Russie, du côté est,,.
La Via Hanseatica fait partie du réseau de transport paneuropéen dont elle est le corridor de transport 1A.
Elle coïncide en grande partie avec la route européenne 28.

## Tracé

### Allemagne
- 1 Hambourg
- 2 Lübeck
- 3 Wismar
- 4 Rostock

### Pologne
- 5 Szczecin
- 6 Koszalin
- 7 Słupsk
- 8 Gdynia
- 9 Sopot
- 10 Gdańsk
- 11 Elbląg

### Russie
- 12 Sovetsk
- 13 Kaliningrad

### Lituanie
- 14 Šilutė
- 15 Klaipeda
- 16 Palanga
- 17 Kretinga
- 18 Plungė
- 19 Telšiai
- 20 Šiauliai
- 21 Joniškis

### Lettonie
- 22 Jelgava
- 23 Riga
- 24 Sigulda
- 25 Valmiera

### Estonie
- 26 Valga
- 27 Tartu
- 28 Narva

### Russie
- 29 Ivangorod
- 30 Kingisepp
- 31 Krasnoïe Selo
- 32 Saint-Pétersbourg